# Brazzavillská skupina
Brazzavillská skupina představovala regionální sdružení zemí Afriky. Byla zárodkem pozdějších organizací Organizace spolupráce afrických a malgašských států a Organizace africké jednoty.

## Vznik
Brazzavillská skupina vznikla v roce 1960. Její počátek se odehrál s podporou Organizace spojených národů, která tak deklarovala zájem o vzájemnou regionální spolupráci nově dekolonizovaných afrických zemí. 

## Zakládající členové
- Čad
- Dahome (dnešní Benin)
- Gabon
- Horní Volta (dnešní Burkina Faso)
- Republika Kongo
- Madagaskar
- Mauritánie
- Niger
- Pobřeží slonoviny
- Senegal
- Středoafrická republika
- Togo